# Obština Satovča
Obština Satovča (bulharsky Община Сатовча) je bulharská jednotka územní samosprávy v Blagoevgradské oblasti. Rozkládá se v jihozápadním Bulharsku na jihozápadních svazích Západních Rodopů až k údolí Mesty u hranic s Řeckem. Správním střediskem je ves Satovča, kromě ní obština zahrnuje 13 vesnic. Žije zde přes 15 tisíc stálých obyvatel.

## Sídla
Všechna sídla v obštině jsou samosprávná.
| - Bogolin - Dolen - Fărgovo - Godeševo - Kočan | - Kribul - Osina - Pletena - Satovča (sídlo správy) - Slašten | - Tuchovišta - Vaklinovo - Vălkosel - Žiževo |

## Sousední obštiny
| Růžice kompasu | Gărmen          |       | Sărnica | Růžice kompasu |
| Růžice kompasu |                 | Sever | Dospat  | Růžice kompasu |
| Růžice kompasu | Obština Satovča |       | Dospat  | Růžice kompasu |
| Růžice kompasu | Jih             |       | Dospat  | Růžice kompasu |
| Růžice kompasu | Chadžidimovo    |       |         | Růžice kompasu |

## Obyvatelstvo
V obštině žije 15 005 stálých obyvatel a včetně přechodně hlášených obyvatel 18 963. Podle sčítáni 1. února 2011 bylo národnostní složení následující:
- Bulhaři: 7 200 (80.5 %)
- Turci: 783 (8.7 %)
- Romové: 251 (2.8 %)
- ostatní: 715 (8.0 %)